# Лилу (деревня)
Ли́лу (эст. Lilu), ранее также Ли́ло (эст. Lilo)— деревня в волости Тарту уезда Тартумаа, Эстония.
До административной реформы местных самоуправлений Эстонии 2017 года входила в состав волости Табивере уезда Йыгевамаа.

## География и описание
Расположена в 19 километрах к северу от уездного центра — города Тарту. Высота над уровнем моря — 67 метров.
На территории деревни ранее находилась мыза Лилу. В окрестностях деревни протекает ручей Ыллеоя (с эст. — «Пивной ручей») или ров Лилу.
Климат умеренный. Официальный язык — эстонский. Почтовый индекс — 49113.

## Население
По данным переписи населения 2021 года, в Лилу насчитывалось 40 жителей, из них 39 (97,5 %) — эстонцы.
По данным переписи населения 2011 года, в деревне проживали 30 человек, все — эстонцы.
Численность населения деревни Лилу:
| Год  | 2011 | 2017 | 2018 | 2019 | 2020 | 2021 |
| ---- | ---- | ---- | ---- | ---- | ---- | ---- |
| Чел. | 30   | ↘ 29 | ↗ 32 | ↘ 30 | ↘ 28 | ↗ 40 |

## История
В письменных источниках 1684 года поселение называлось Лелло Кюлла (Lello Külla) и представляло из себя несколько хуторов, в 1758 году была записана скотоводческая мыза Лило (нем. Lilo, Лилу, эст. Lilu mõis), в 1839 году — поселение Лилло (Lillo), с 1920-х годов — деревня.
В 1977 году, в период кампании по укрупнению деревень, с Лилу объединили северную часть деревни Игавере.

## Достопримечательности
- хлев мызы Лило, внесён в Государственный регистр памятников культуры Эстонии[11];
- дом батраков мызы Лилу, внесён в Государственный регистр памятников культуры Эстонии[12].

## Происхождение топонима
Название деревни произошло от личного имени Лилло (Lillo) или Лило (Lilo).